# 프랑스령 모로코
프랑스령 모로코 보호령 또는 프랑스령 모로코은 모로코에서 1912년부터 1956년까지 지속된 프랑스의 식민 통치 시기였다. 우지다 침공과 1907년 카사블랑카 포격으로 모로코에 대한 프랑스의 군사 점령이 시작되었지만, 보호령은 1912년 3월 30일 술탄 압둘 하피드가 페스 조약에 서명하면서 공식적으로 수립되었다.
프랑스 보호령은 1956년 3월 2일 프랑스-모로코 공동 선언과 함께 페스 조약이 해소될 때까지 지속되었다. 모로코 역사학에서 국왕과 인민의 혁명으로 묘사되는 모로코 독립 운동은 추방되었던 무함마드 5세를 복귀시켰지만, 모로코에 대한 프랑스의 존재를 끝내지는 못했다. 프랑스는 프랑스군 주둔권과 모로코 외교 정책에 대한 발언권을 포함하여 모로코에 대한 영향력을 유지했다. 프랑스 정착민들도 그들의 권리와 재산을 유지했다.
프랑스와의 협정은 상호 의존적인 외교 관계를 규정했지만, 무함마드 5세가 유엔을 포함하여 알제리 독립에 대한 노골적인 지지를 표명하면서 프랑스-모로코 관계는 빠르게 악화되었다. 프랑스 정착민의 수는 꾸준히 감소했다. 특히 그들의 농지가 국유화된 이후 더욱 그랬다. 프랑스와의 관계는 1961년 11월 마지막 프랑스군이 마침내 모로코를 떠난 후에야 개선되었다.
프랑스 보호령은 같은 해에 수립되고 해소된 스페인 보호령과 병존했다. 그 경계는 타자 회랑과 드라강 사이의 모로코 지역을 포함하며, 희박한 부족 지대도 포함했다. 공식 수도는 라바트였다.

## 전조

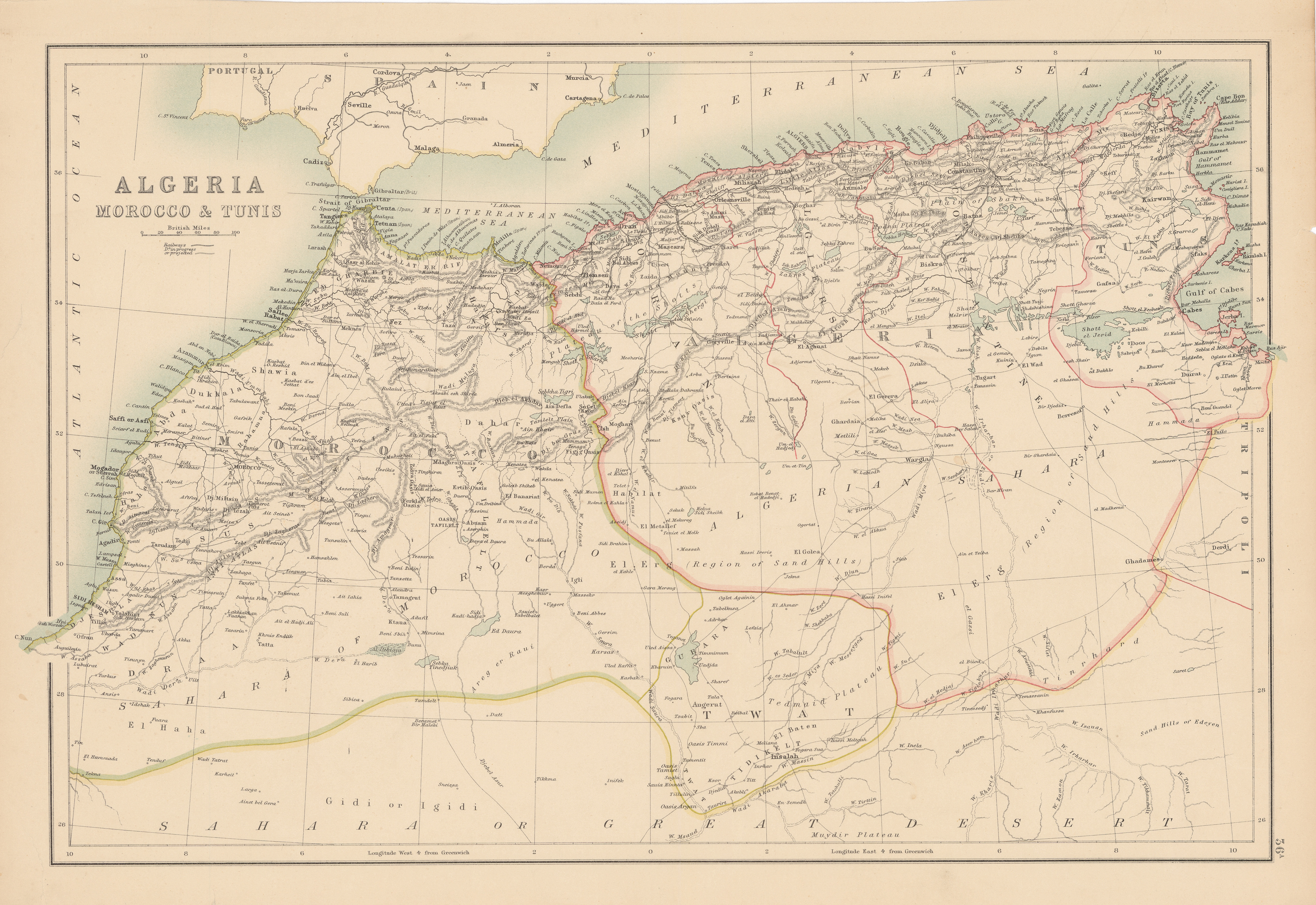
19세기 후반 마그레브

알라위 왕조는 권위가 약함에도 불구하고, 18세기와 19세기에 걸쳐 모로코의 독립을 유지하며 이 지역의 다른 국가들이 프랑스나 영국의 지배에 굴복하는 것과 대조를 이루었다. 그러나 19세기 후반에 모로코의 약점과 불안정은 유럽의 개입을 초래하여 위협받는 투자를 보호하고 경제적 양보를 요구하게 되었다. 1859년–1860년 스페인-모로코 전쟁 이후 스페인은 세우타, 멜리야, 차파리나스 제도 및 이프니 영토에 대한 모로코의 영구 주권을 인정받았다. 20세기 초에는 유럽 열강, 특히 프랑스가 북아프리카에서 자신들의 이익을 더욱 증진시키기 위한 외교적 기동이 쇄도했다.
모로코에서 프랑스의 활동은 19세기 말에 시작되었다. 1904년, 프랑스 정부는 모로코에 대한 보호령을 수립하려 했고, 영국(1904년 4월 8일, 영불 협상 참조) 및 스페인(1904년 10월 7일)과 두 건의 비밀 양자 협정을 체결하여 이러한 노력에 대한 해당 강대국들의 지지를 확보했다. 같은 해, 프랑스는 탕헤르에 모로코 부채 관리청 설립을 후원했다. 프랑스와 스페인은 비밀리에 술탄국 영토를 분할하여, 스페인은 나라의 극북과 남부에 대한 양보를 받았다.

### 제1차 모로코 위기: 1905년 3월 – 1906년 5월
제1차 모로코 위기는 강대국들의 제국주의 경쟁으로 인해 발생했으며, 이 경우 한편으로는 독일, 다른 한편으로는 영국 지원을 받는 프랑스 사이에서 벌어졌다. 독일은 1905년 3월 31일 빌헬름 2세의 탕헤르 방문을 포함하여 새로운 협정이 발효되는 것을 막기 위해 즉각적인 외교적 조치를 취했다. 빌헬름 황제는 프랑스나 영국과의 전쟁 시 모로코의 지지를 얻으려 했고, 모로코 독립에 대한 지지를 표명하는 연설을 했는데, 이는 모로코에 대한 프랑스의 영향력에 대한 도발적인 도전이었다.
1906년, 분쟁 해결을 위해 알헤시라스 회담이 개최되었다. 독일은 프랑스가 모로코 경찰에 대한 통제권을 양도하는 대신, 모로코의 정치 및 모로코의 재정 문제에 대한 실질적인 통제권을 유지하는 합의를 받아들였다. 알헤시라스 회담이 제1차 모로코 위기를 일시적으로 해결했음에도 불구하고, 삼국 동맹과 삼국협상 간의 국제적 긴장을 심화시켰을 뿐이다.

### 프랑스의 침공

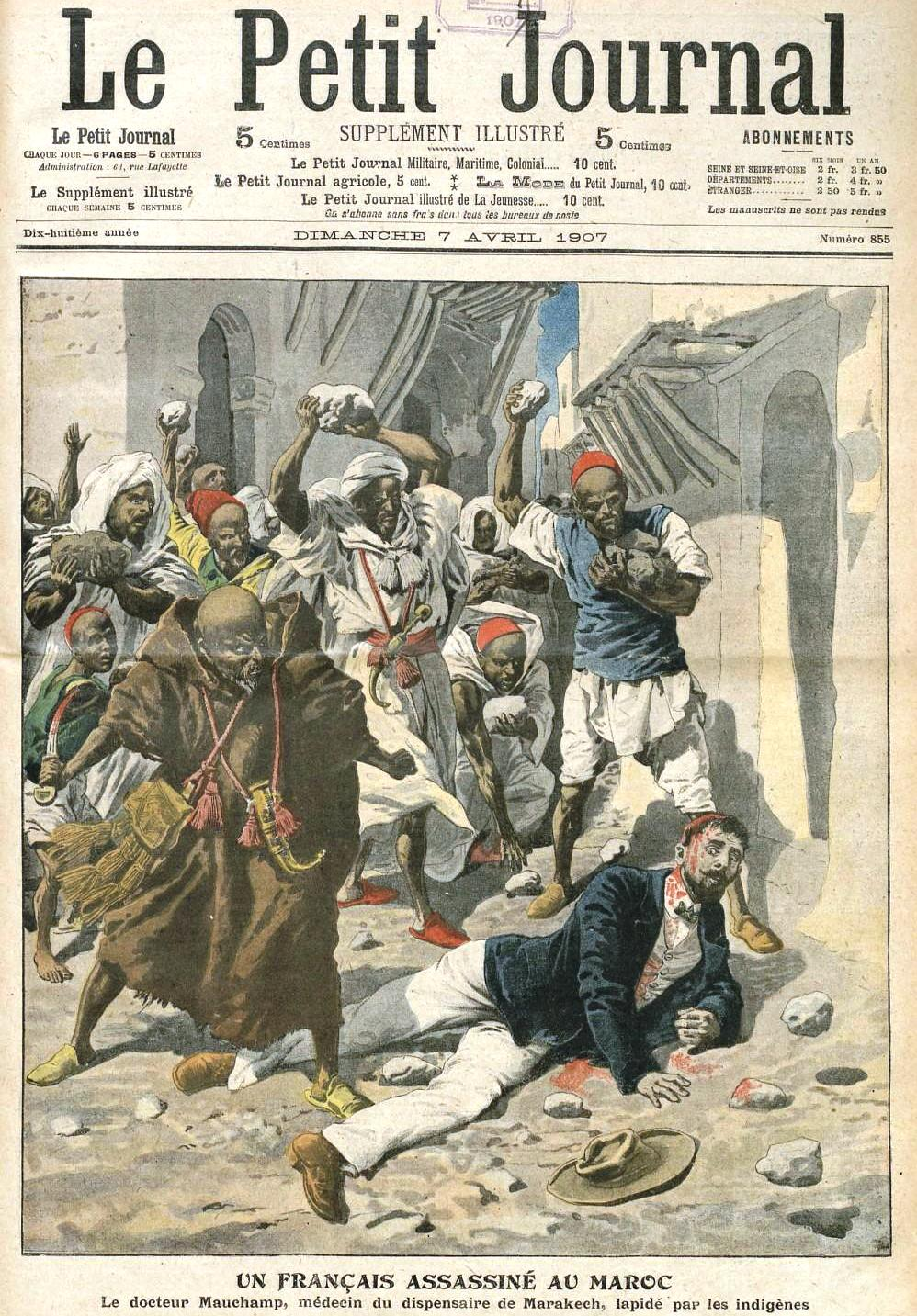
1907년 마라케시에서 에밀 모샴프가 암살당한 사건. 프랑스는 이를 전쟁 명분으로 삼았다

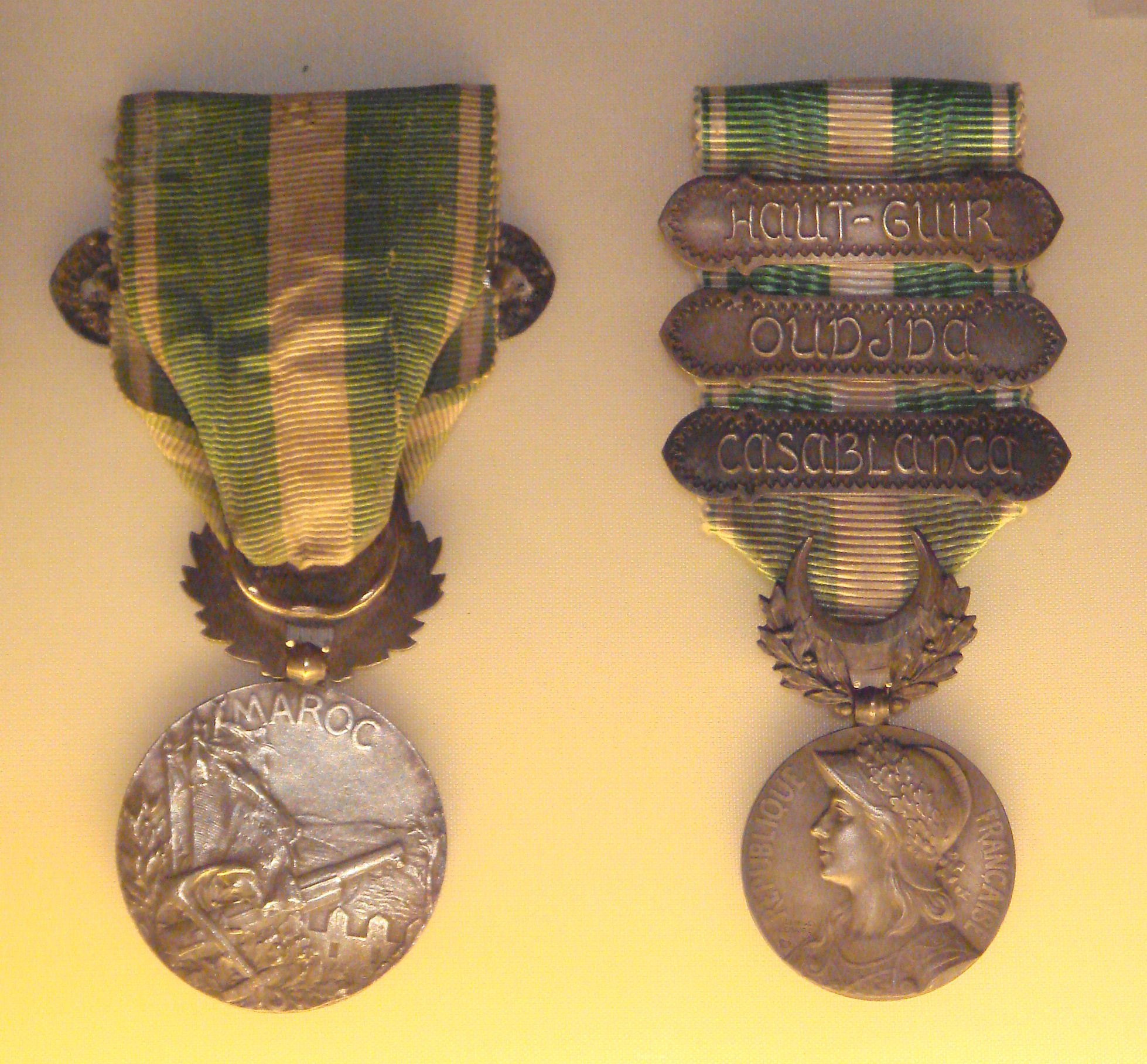
1909년 모로코 기념 메달—모로코 침공에 참여한 프랑스 군인들에게 수여됨

프랑스의 모로코 군사 정복은 1907년 3월 19일 마라케시에서 에밀 모샴프 암살 사건 이후에 시작되었다. 프랑스 언론에서는 그의 죽음을 "야만적인 모로코 원주민들의 도발적이고 변명의 여지가 없는 공격"으로 묘사했다. 위베르 리오테는 그의 죽음을 동쪽에서 우지다를 침공할 구실로 삼았다.

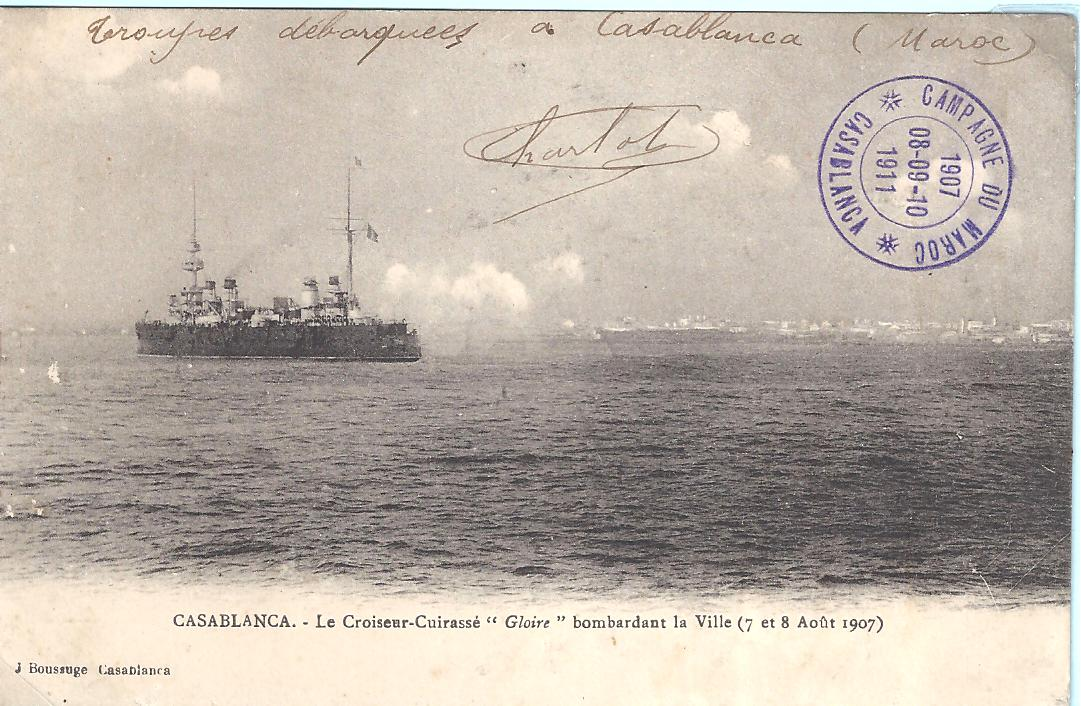
1907년 8월 카사블랑카 포격 당시 프랑스 순양함 글루아르의 모습이 엽서에 인쇄되어 있다.

1907년 여름, 샤우이아 부족들은 카사블랑카에서 1906년 알헤시라스 조약 조항 적용에 반대하는 반란을 일으켜, 항구와 로셰 누아르의 채석장 사이 철도 공사에서 일하던 유럽인 노동자 9명을 살해했다. 프랑스는 8월 5일부터 7일까지 카사블랑카를 해군 포격으로 응징했고, 이어서 카사블랑카와 샤우이아 평원을 점령하고 "진정"시켰는데, 이는 서쪽에서 프랑스의 침공이 시작되었음을 알리는 것이었다.

### 하피디야
술탄 압델라지즈는 프랑스의 침략과 우지다 및 샤우이아 점령에 대해 거의 아무런 조치도 취하지 않았다. 그 결과, 특히 무함마드 알-카타니와 페스 사람들로부터 모로코 방어를 위한 지하드 요구가 커졌다. 남부 귀족들이 술탄의 형제인 압둘 하피드에게 지지를 맹세하자, 페스 사람들도 전례 없는 조건부 바이아를 통해 지지를 맹세했다. 프랑스는 압델라지즈를 지지하고 선전 신문 에스-사아다(السعادة)에서 그를 홍보했다. 1908년 전투에서 압델라지즈를 물리친 후, 압둘 하피드는 1909년에 모로코의 인정된 지도자가 되었다.

### 아가디르 위기
틀:Franco-Moroccan conflicts

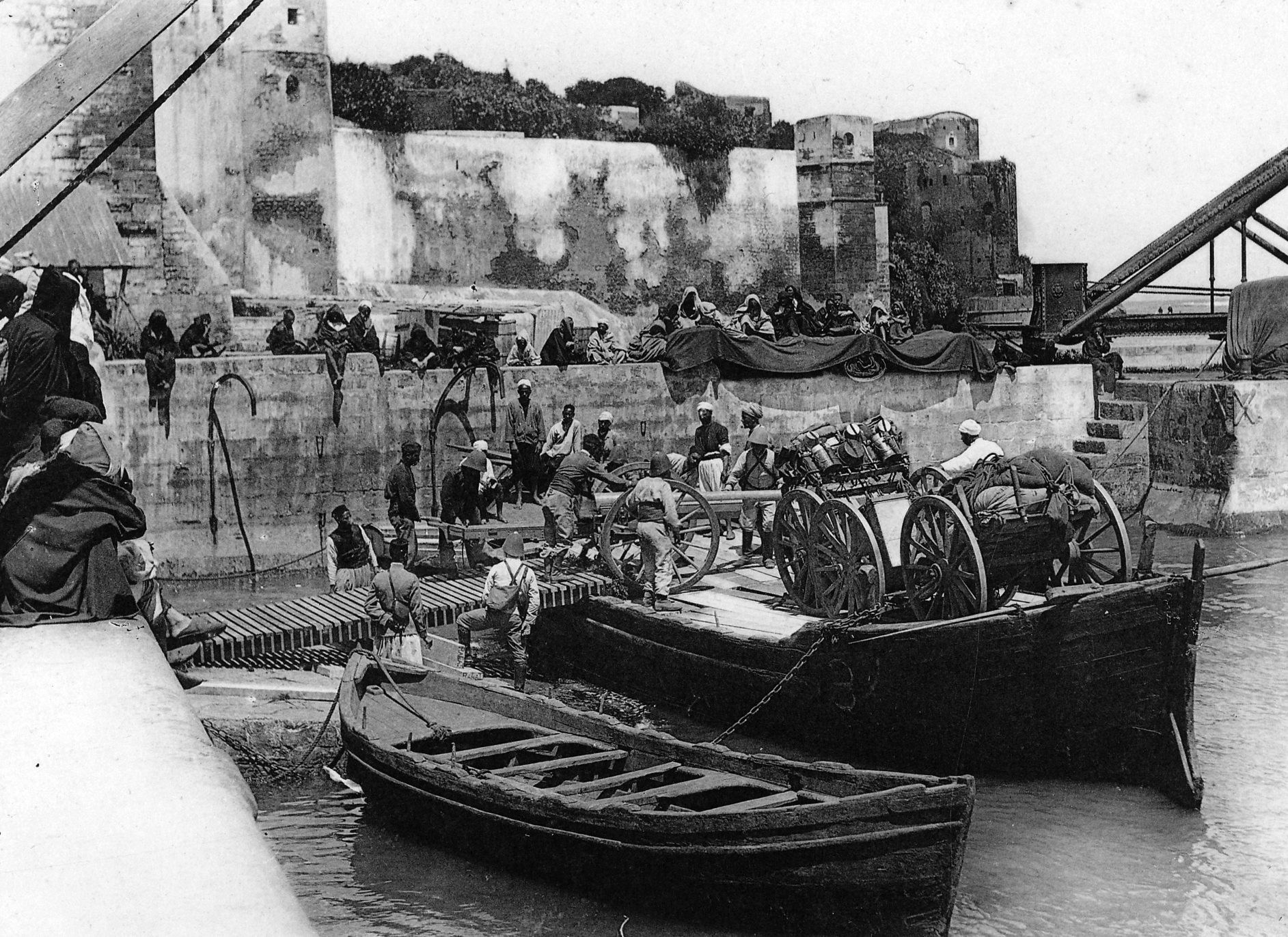
1911년 라바트의 프랑스 대포

1911년, 압둘 하피드에 반대하는 반란이 일어났다. 1911년 4월 초까지 술탄은 페스의 궁전에서 포위되었고, 프랑스는 유럽인의 생명과 재산을 보호한다는 구실로 반란 진압을 돕기 위해 군대를 파견할 준비를 했다. 프랑스는 1911년 4월 말에 비행대를 파견했고 독일은 도시 점령을 승인했다. 모로코 군대는 프랑스가 점령한 도시를 포위했다. 약 한 달 후, 프랑스군은 포위를 끝냈다. 1911년 6월 5일 스페인은 라라슈와 알카자키비르(크사르엘케비르)를 점령했다. 1911년 7월 1일 독일 포함 판터가 아가디르 항에 도착했다. 이에 대해 영국이 지원하는 프랑스는 즉각적인 반응을 보였다.

## 역사

### 프랑스 보호령 (1912–1956)

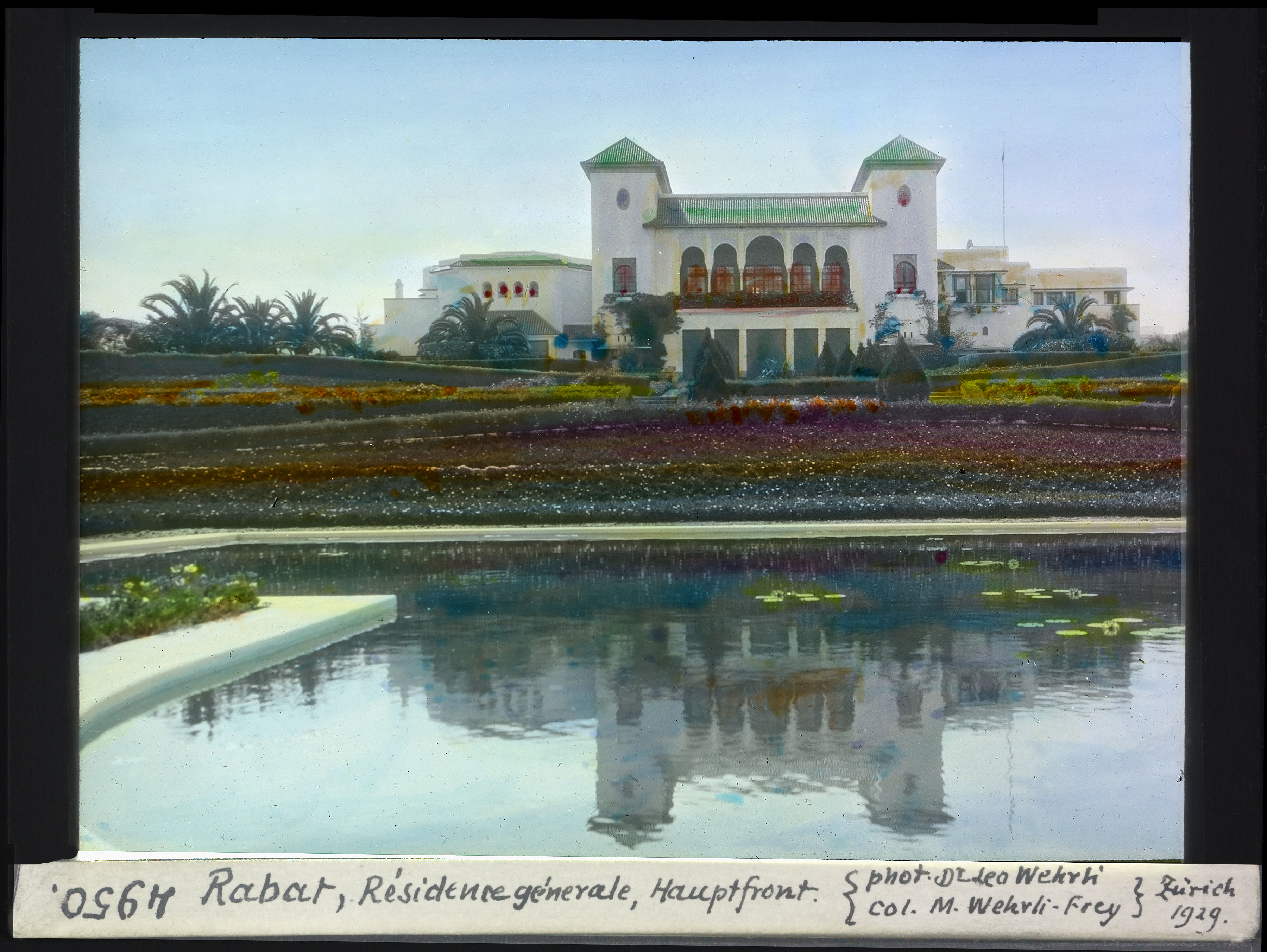
라바트 프랑스 보호령 주재지, 1929년 엽서

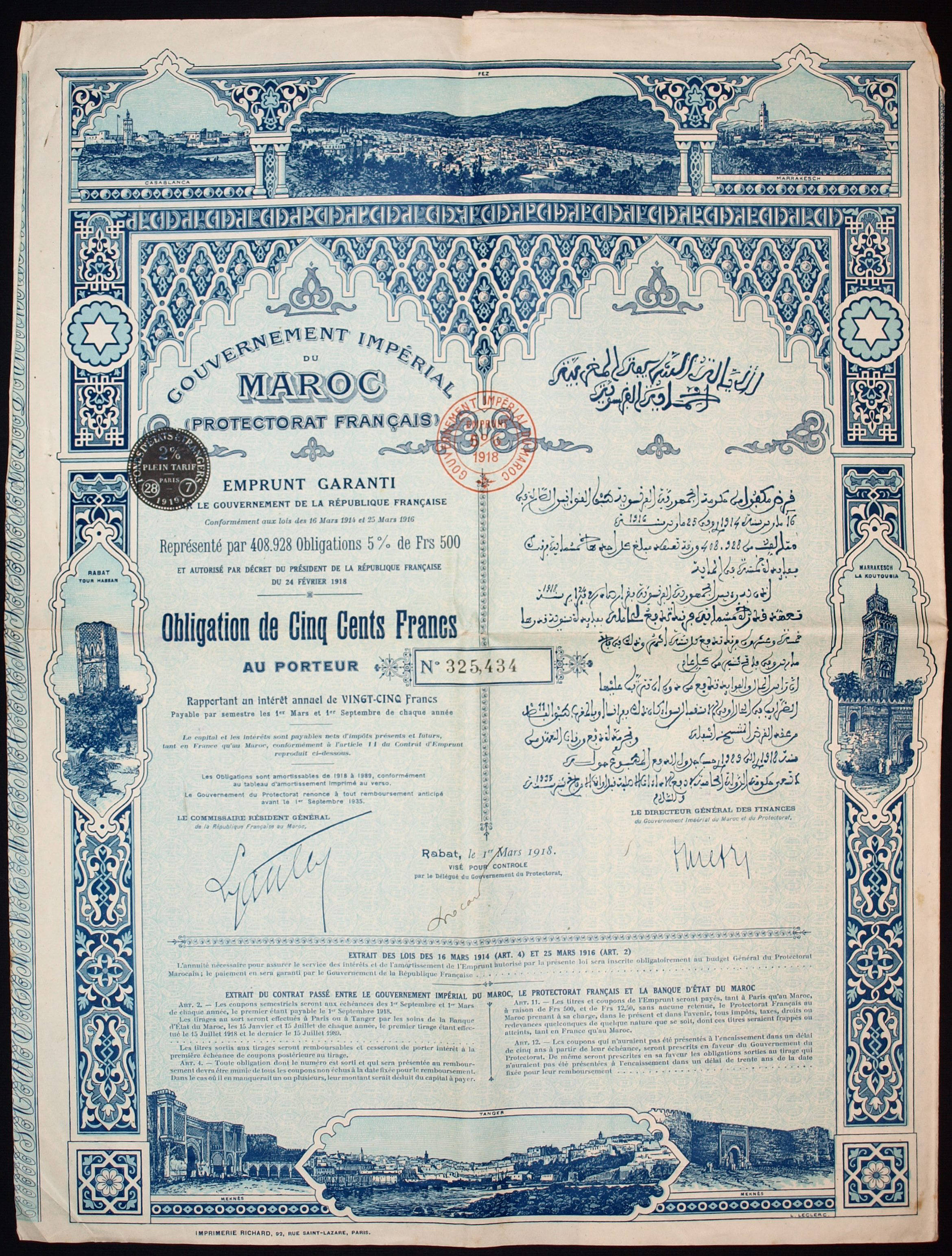
1918년 3월 1일 발행된 프랑스 보호령 모로코 채권

프랑스는 페스 조약을 통해 모로코에 대한 보호령을 공식적으로 수립하여 나라의 남아있는 데 팍토 독립을 종식시켰다. 법률적인 관점에서 이 조약은 프랑스에게 입법권을 부여했으며, 군사 방어, 외교 정책 및 사법권을 통제할 수 있게 했다. 모로코 정부는 모로코 또는 이슬람 문제에만 권한을 행사했다. 압둘하피드 술탄은 이 조약을 체결한 후 동생 유세프에게 양위했다. 1912년 4월 17일, 모로코 보병대는 페스 주둔 프랑스 주둔지에서 1912년 페스 폭동을 일으켰다. 모로코인들은 도시를 장악하지 못하고 프랑스 구원군에게 패배했다. 1912년 5월 말, 모로코군은 강화된 페스 프랑스 주둔지를 다시 공격했지만 실패했다.
모로코 대부분 지역에 보호령을 설정하면서 프랑스는 알제리 정복과 튀니지 보호령의 경험을 되짚어 보았다. 그들은 후자를 모로코 정책의 모델로 삼았다. 그러나 중요한 차이점들이 있었다. 첫째, 보호령은 제1차 세계 대전 발발 불과 2년 전에 수립되었으며, 이는 식민 통치에 대한 새로운 태도를 가져왔다. 전형적인 프랑스의 문화 및 교육 동화주의적 접근 방식을 자유주의적 환상으로 거부하면서, 모로코의 보수적인 프랑스 통치자들은 문화 혼합을 방지하고 프랑스가 협력에 의존했던 전통 사회를 유지하기 위해 도시 계획과 식민 교육을 사용하려고 시도했다. 둘째, 모로코는 천년의 독립 전통을 가지고 있었고 오스만 제국의 통치를 받은 적이 없었지만, 이슬람 이베리아 문명에 강한 영향을 받았다.
모로코는 또한 대서양에 해안을 접하고 있다는 점, 알헤시라스 회의에서 여러 국가들이 얻은 권리, 그리고 탕헤르에서 외교 사절단이 획득한 특권(탕헤르 프랑스 총영사관 포함) 때문에 북아프리카 국가들 중에서 독특했다. 따라서 이 나라의 북부 10분의 1은 대서양과 지중해 해안을 모두 가지고 있었고, 프랑스 통제 지역에서 제외되어 스페인 보호령으로 취급되었다.
보호령 아래에 있었음에도 불구하고, 모로코는 국제사법재판소 성명에 따르면 국제법상 국가로서의 개성을 법적으로 유지했으며, 따라서 식민지 이전과 현대 실체 사이의 단절 없이 주권 국가로 남아있었다. 사실상 프랑스는 훨씬 더 큰 권한을 누렸다.
보호령 아래에서 프랑스 공무원들은 프랑스 식민지 주민 및 프랑스 내 지지자들과 연합하여 모로코 자치 방향으로의 어떠한 움직임도 막았다. 진정이 진행되면서 프랑스 정부는 경제 발전, 특히 모로코의 광물 자원 개발, 현대적인 교통 시스템 구축, 그리고 프랑스 시장에 맞는 현대적인 농업 부문 개발을 장려했다. 수만 명의 식민지 주민들이 모로코로 들어와 비옥한 농지를 대량으로 사들였다. 이러한 요소들 사이에서 형성된 이익 집단들은 프랑스에게 모로코에 대한 통제권을 강화하도록 계속해서 압력을 가했다.

#### 제1차 세계 대전

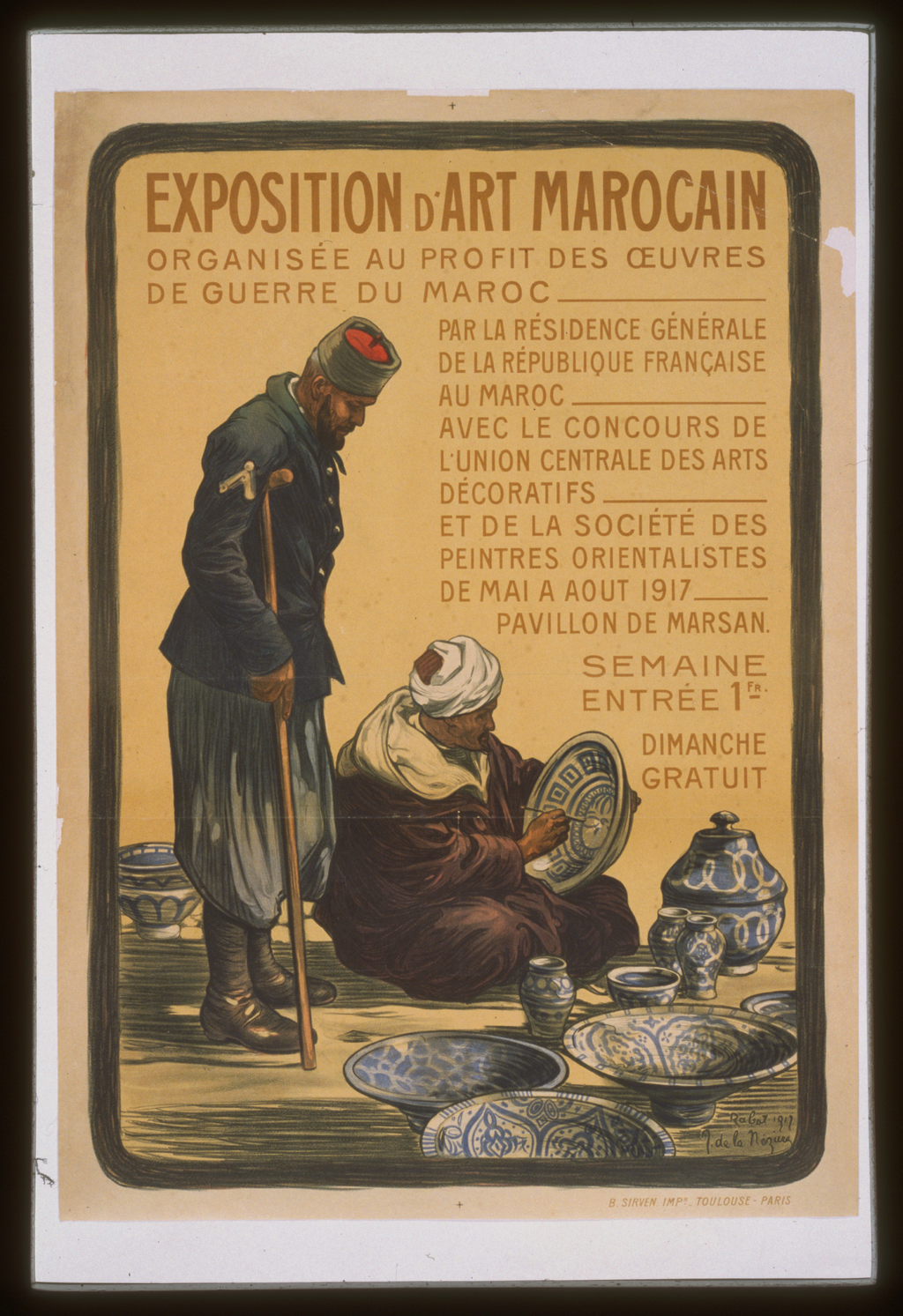
제1차 세계 대전 중 프랑스를 위해 봉사하다 부상당한 모로코 병사들을 위한 미술 전시회 광고. 오리엔탈리스트 화가 조제프 드 라 네지에르의 그림이 특징이다.

프랑스는 아프리카와 전 세계의 다른 식민지에서 그랬듯이 프랑스 식민군에 합류할 보병을 모로코에서 징집했다. 제1차 세계 대전 동안 총 37,300명에서 45,000명의 모로코인들이 프랑스를 위해 싸웠고, "모로코 여단"을 형성했다. 모로코 식민군 병사들은 1914년 9월 제1차 마른강 전투에서 처음으로 프랑스를 위해 복무했으며, 아르투아, 샹파뉴, 베르됭을 포함한 전쟁의 모든 주요 전투에 참여했다. 역사가들은 이 모로코 병사들을 "영광 없는 영웅"이라고 불렀는데, 이는 그들이 전쟁에서 보여준 용기와 희생에 합당한 대우를 받지 못하고 있기 때문이다. 브라힘 엘 카디리 부치치(Brahim El Kadiri Boutchich)는 제1차 세계 대전에서 모로코 병사들이 프랑스를 위해 참여한 것을 "모로코와 프랑스의 공동 역사에서 가장 중요한 순간 중 하나"라고 평가했다.

#### 리오테와 보호령 (1912–1925)

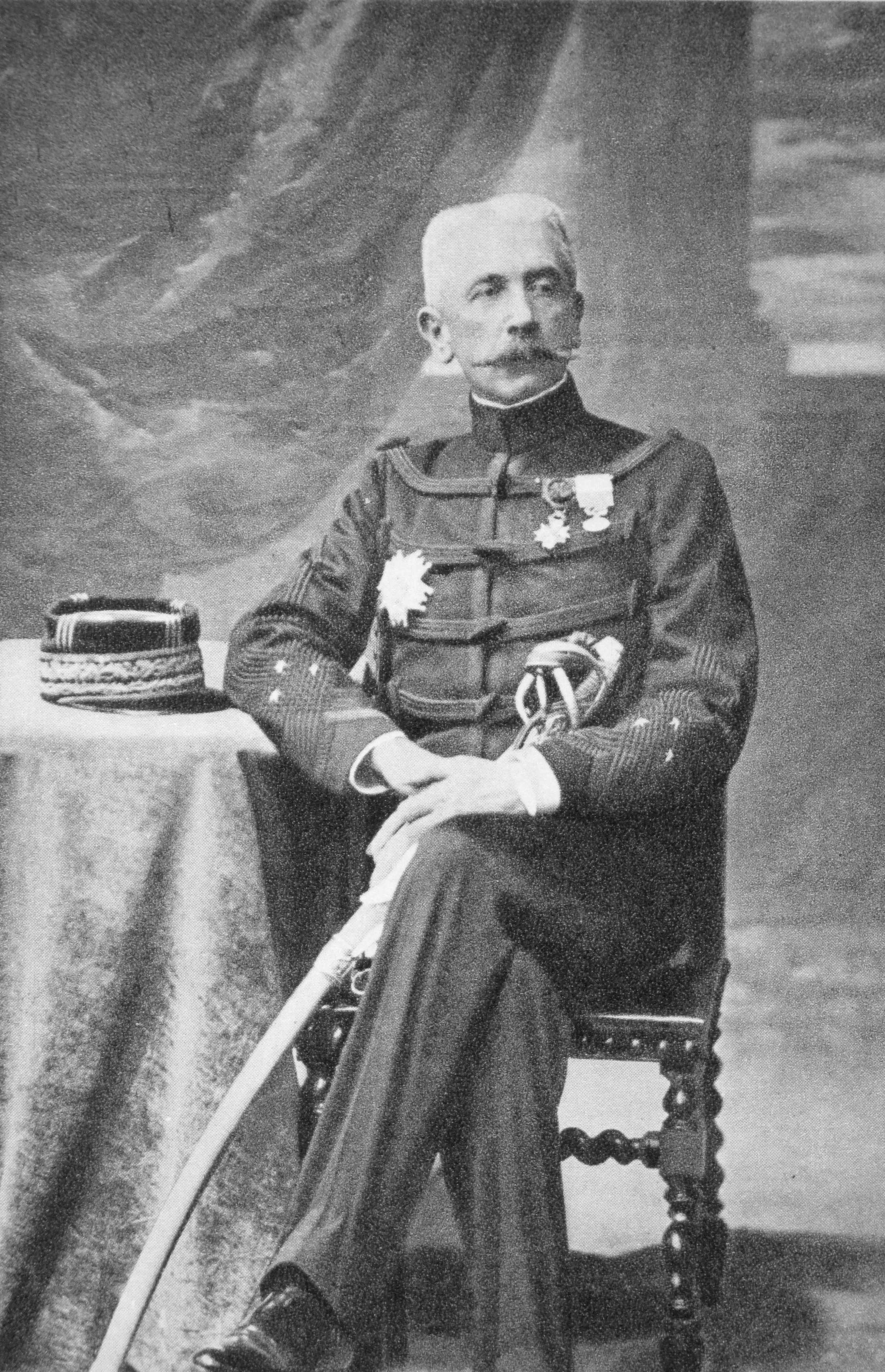
프랑스령 모로코의 초대 총독인 리오테 원수. 그는 프랑스의 식민지 이익을 대변하면서도 술탄의 권위를 지지했다.

보호령의 초대 총독이었던 위베르 리오테는 이상주의적이면서도 실용적인 지도자였으며, 왕당파 성향을 지니고 있었다. 그는 프랑스의 영향력 아래 모로코를 모든 분야에서 발전시키는 것을 자신의 사명으로 삼았다. 동료들과 달리 리오테는 프랑스가 프랑스령 알제리처럼 모로코를 직접 합병해서는 안 된다고 믿었으며, 대신 모로코 사회를 재편하고 재교육해야 한다고 생각했다. 그는 이 과정에서 다음과 같이 약속했다.
...어떤 전통도 거스르지 않고, 어떤 관습도 바꾸지 않으며, 모든 인간 사회에는 통치하도록 태어난 지배 계층이 있고, 그들 없이는 아무것도 할 수 없다는 것을 기억해야 합니다...[우리는] 지배 계층을 우리의 봉사에 참여시켜야 합니다...그러면 나라는 평화로워질 것이며, 우리가 보낼 수 있는 모든 군사 작전보다 훨씬 적은 비용으로 더 확실하게 평화가 올 것입니다...

리오테의 비전은 이념적이었다. 그는 프랑스와 협력하고 프랑스로부터 문화와 원조를 얻으려는 강력하고 친프랑스적인 서구화된 군주정을 구상했다. 전체 귀족과 정부가 교체된 알제리와 달리 모로코 귀족은 리오테의 계획에 포함되었다. 그는 그들과 협력하여 지원을 제공하고 자녀를 보낼 수 있는 엘리트 사립학교를 세웠다. 이 학교의 유명한 졸업생 중 한 명은 타미 엘 글라위였다.
리오테는 술탄이 명목상 및 실질적인 권한을 유지하도록 허용했다. 술탄은 자신의 이름과 인장으로 칙령을 발표하고 모로코의 종교 지도자로 남아 있을 수 있었다. 또한 모든 아랍인들로 구성된 궁정을 가질 수 있었다. 리오테는 한때 이렇게 말했다.
모로코에는 오직 하나의 정부만이 존재한다. 그것은 프랑스에 의해 보호받는 샤리프 정부이다.

모로코에 대해 폭넓게 글을 썼던 영국 언론인 월터 버튼 해리스는 프랑스가 전통 모로코 사회를 보존한 것에 대해 다음과 같이 논평했다.
모로코 궁정에서는 유럽인을 거의 볼 수 없으며, 수도 [sic]에 도착한 원주민에게는 과거 자신과 조상들이 보았던 것과 거의 또는 전혀 눈에 띄는 변화가 없다.

리오테는 1925년까지 복무했으며, 이는 리프 공화국이 프랑스-스페인 행정부와 술탄에 대항하여 일으킨 리프 전쟁 실패한 반란의 한가운데였다.

#### 경제적 착취

##### 농업

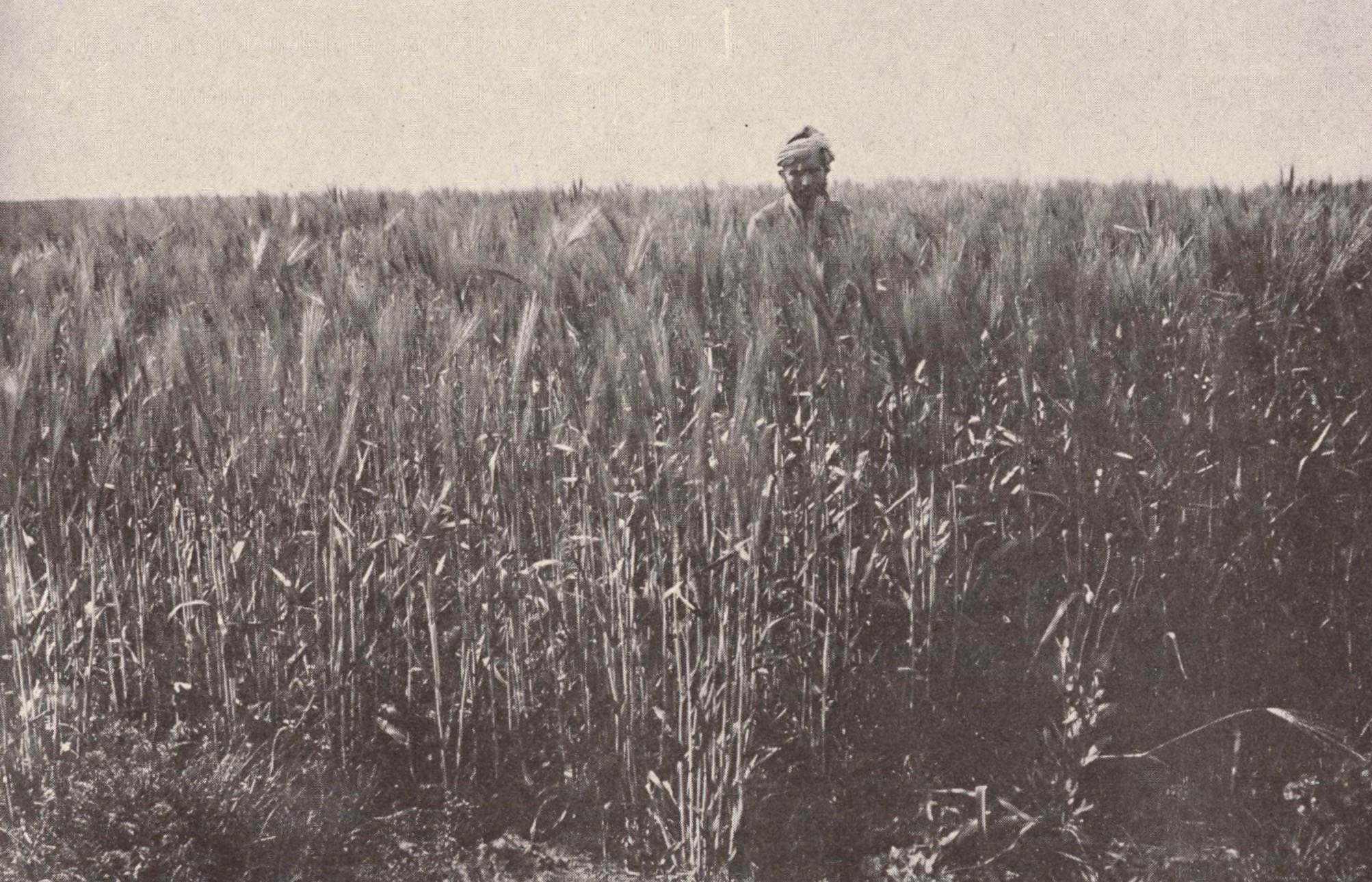
1917년 8월 15일 잡지 프랑스-모로크에 게재된 샤우이아의 보리밭 농부

수잔 길슨 밀러 교수가 말했듯이, 경솔한 토지 점유로 "많은 토착 농민을 뿌리 없는 프롤레타리아로 전락시킨" 알제리에서의 경험을 통해 리오테는 1917년부터 1925년까지 모로코의 농촌 식민화에서 레 인디젠에게 "본보기"가 되고 프랑스 영향력을 전파할 수 있는 "남유럽의 쓰레기들" 대신 692명의 "신사 농부"를 선별적으로 모집했다. 목표는 프랑스 본토에 곡물을 안정적으로 공급하고, 주로 샤우이아, 가르브, 하우즈 지역에 곡물을 심어 모로코를 다시 "로마의 곡창"으로 바꾸는 것이었다. 이 지역은 가뭄에 취약함에도 불구하고 말이다. 최소한의 이익 기간과 1930년의 대규모 메뚜기 떼 습격 이후, 농업 생산은 감귤류 과일과 채소와 같은 관개 재배의 고가 작물로 전환되었다. 농업의 산업화는 많은 모로코 농부들이 가지지 못한 자본을 필요로 했고, 이는 많은 이들이 도시에서 일자리를 찾기 위해 농촌 이탈하는 결과를 초래했다.

##### 기반 시설

1919년 모로코 도로 지도

탕헤르-페스 철도 프랑스-스페인 회사는 페스와 탕헤르를 연결하는 표준 궤 철도를 건설했으며, 모로코 철도 회사(Compagnie des chemins de fer du Maroc, CFM)는 카사블랑카, 케니트라, 시디 카셈, 그리고 카사블랑카와 마라케시를 연결하는 표준궤 철도를 건설하여 1928년에 완공했다. 동부 모로코 철도 회사(Compagnie des Chemins de Fer du Maroc Oriental)는 페스 동쪽에 협궤 철도를 건설했다.
라 콤파니 드 트랑스포르 오 마로크 (CTM)는 1919년 11월 30일 "모든 모로코"에 접근하는 것을 목표로 설립되었다. 그 서비스는 모든 주요 도시를 연결하기 위해 계획된 새로운 식민지 도로망을 따라 운행되었다. 현재까지 전국적으로 시외버스 서비스를 제공하고 있다.

##### 천연 자원

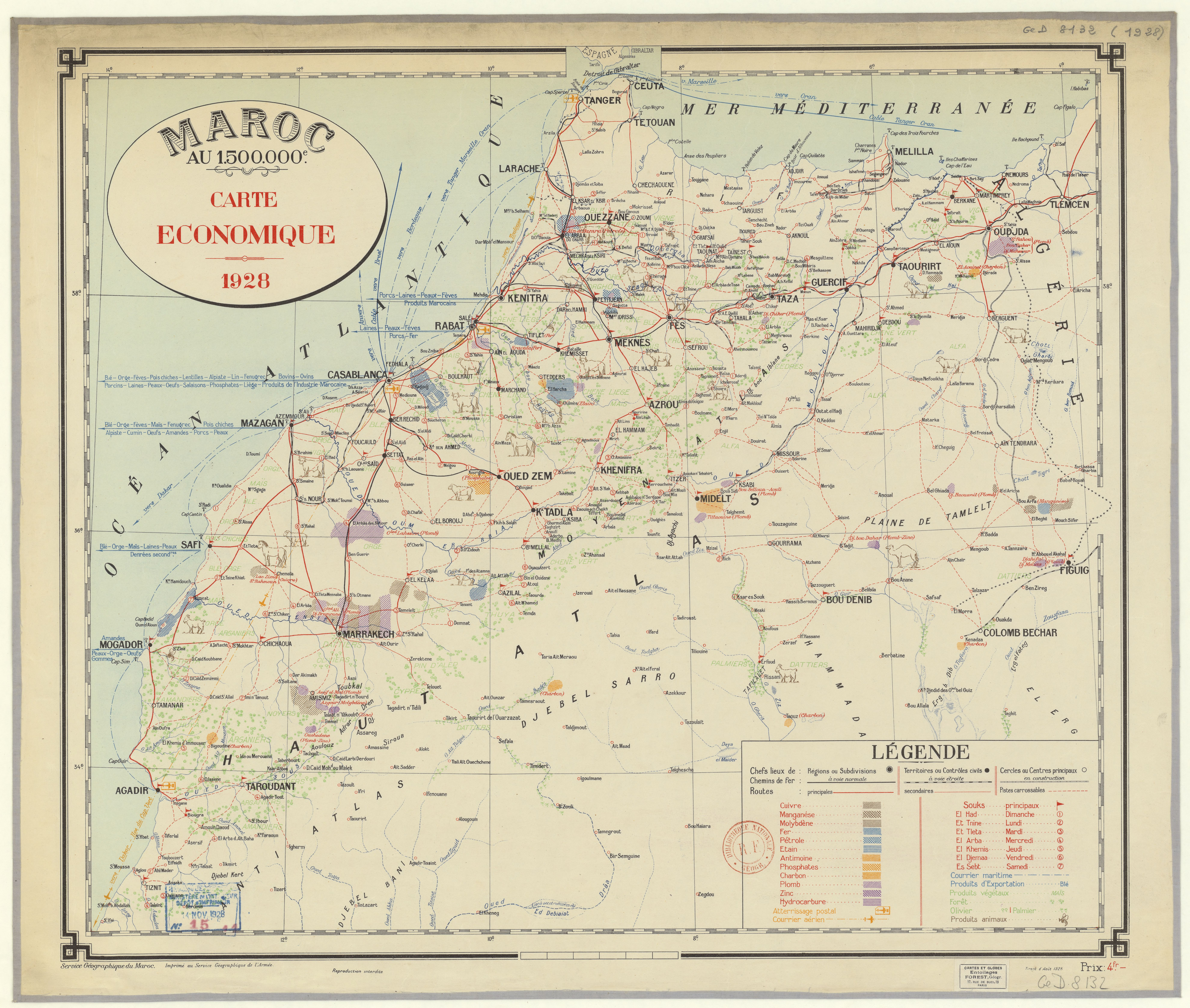
1928년 프랑스 보호령이 제작한 모로코 경제 지도

셰리피안 인산염 사무국 (OCP)은 1920년에 쿠리브가에서 인산염을 채굴하기 위해 설립되었으며, 이 도시는 직통 철도선을 통해 카사블랑카 항구와 연결되었다. 1921년에는 39,000톤의 인산염이 채굴되었고, 1930년에는 거의 2백만 톤이 채굴되었다. 광산에서 일하는 모로코 노동자들은 사회 보호 혜택을 받지 못했고, 노동조합 결성이 금지되었으며, 유럽인들이 버는 금액의 극히 일부만을 벌었다.

##### 산업
보호령 초기 산업은 지역 소비를 위한 식품 가공에 중점을 두었다. 통조림 공장, 설탕 정제 공장 (Compagnie Sucriere Marocaine, COSUMA), 맥주 회사 (Société des Brasseries du Maroc, SBM), 그리고 제분소가 있었다. 그러나 제조업과 중공업은 프랑스 본토와의 경쟁을 우려하여 받아들여지지 않았다.

## 프랑스의 통제에 대한 반대

### 자이안 전쟁
모로코의 베르베르 부족 연맹인 자이안 연맹은 1914년에서 1921년 사이에 프랑스에 대항하여 저항 전쟁을 벌였다. 총독 루이 위베르 리오테는 프랑스의 영향력을 미들 아틀라스 산맥을 통해 동쪽으로 프랑스령 알제리까지 확장하려 했다. 이는 모우하 우 함무 자야니가 이끄는 자이안족의 반대에 부딪혔다. 전쟁은 프랑스에게 유리하게 시작되어, 프랑스는 타자와 케니프라의 주요 도시들을 빠르게 점령했다. 케니프라의 거점을 잃었음에도 불구하고 자이안족은 프랑스에게 막대한 손실을 입혔다.
제1차 세계 대전이 발발하자 프랑스는 유럽 전선으로 병력을 철수시켰고, 엘 헤리 전투에서 600명 이상의 병력을 잃었다. 그 후 4년 동안, 프랑스는 동맹국의 자이안 연맹에 대한 정보 및 재정 지원과 프랑스 인력 부족을 초래하는 지속적인 급습과 소규모 전투에도 불구하고 대부분의 영토를 유지했다.
1918년 11월 독일과의 휴전 협정 이후에도 상당한 부족군 병력은 프랑스 통치에 계속 반대했다. 프랑스는 1920년 케니프라 지역에서 공세를 재개하여, 자이안족의 이동의 자유를 제한하기 위한 일련의 블록하우스를 건설했다. 그들은 함무의 아들들과 협상하여, 그들 중 3명과 그들의 많은 추종자들이 프랑스 통치에 복종하도록 설득했다. 자이안 연맹 내부에서 복종을 지지하는 세력과 여전히 반대하는 세력 간의 분열은 내분과 1921년 봄 함무의 사망으로 이어졌다. 프랑스는 미들 아틀라스 지역으로 강력한 삼각 공격을 감행하여 지역을 평정했다. 일부 부족원들은 모하 우 사이드의 지휘 아래 하이 아틀라스로 도피하여 1930년대까지 프랑스에 대한 게릴라전을 계속했다.

### 리프 전쟁

리프 공화국의 국기 (1921–1926)

1912년부터 1927년까지 지속된 유세프 술탄의 통치는 격동적이었고 스페인과 프랑스에 대한 빈번한 봉기로 점철되었다. 이 중 가장 심각한 것은 리프 산맥에서 압드 엘 크림이 이끄는 베르베르 봉기로, 그는 리프에 공화국을 수립하는 데 성공했다. 이 반란은 스페인 통제 지역인 북부에서 시작되었지만 프랑스 통제 지역까지 확산되었다. 프랑스와 스페인 연합군은 마침내 1925년에 반란군을 진압했다. 자신들의 안전을 확보하기 위해 프랑스는 궁정을 페스에서 라바트로 옮겼고, 이후 라바트가 수도 역할을 해왔다.

### 민족주의 정당
1930년 5월 16일의 베르베르 칙령에 대한 반발 속에서 군중이 항의를 위해 모였고, 법률에 저항하기 위한 전국적인 네트워크가 구축되었다. 수잔 길슨 밀러 박사는 이를 "초기 민족주의 운동이 발아한 씨앗"으로 평가한다. 1934년 12월, 새로 결성된 모로코 행동 위원회(كتلة العمل الوطني, Comité d’Action Marocaine – CAM)의 소수 민족주의자들은 개혁 계획(برنامج الإصلاحات المغربية)을 제안했는데, 이는 페스 조약에 명시된 대로 간접 통치로의 회귀, 모로코인들의 정부 직책 진출 허용, 그리고 대표 위원회 설립을 요구했다. CAM이 개혁을 고려하도록 하기 위해 사용한 온건한 전술에는 청원, 신문 사설, 그리고 프랑스에 대한 개인적 호소가 포함되었다.

### 제2차 세계 대전
제2차 세계 대전 동안, 심하게 분열된 민족주의 운동은 더욱 결속력을 갖게 되었고, 정보에 밝은 모로코인들은 전후 시대에 정치적 변화의 실제 가능성을 감히 고려하게 되었다. 모로코 민족주의 운동(الحركة الوطنية المغربية)은 프랭클린 D. 루스벨트와 미국이 제2차 세계 대전 중 1943년 안파 회담에서 모로코 독립에 대한 지지를 표명함으로써 고무되었다. 민족주의 정당들은 대서양 헌장과 같은 제2차 세계 대전 선언을 근거로 모로코 독립을 주장했다.
그러나 민족주의자들은 모로코에서의 연합군 승리가 독립의 길을 열어줄 것이라는 믿음에 실망했다. 1944년 1월, 이후 민족주의 운동의 대부분 지도부를 제공한 이스티클랄 당은 완전 독립, 민족 통일, 민주 헌법을 요구하는 선언문을 발표했다. 무함마드 5세 술탄은 프랑스 총독 가브리엘 푸오에게 제출하기 전에 선언문을 승인했지만, 그는 보호령 지위에 대한 근본적인 변화는 고려되지 않는다고 답변했다.

### 독립 투쟁
모로코 민족주의자들의 혁신적인 사실은 초국가적 활동주의를 통해 모로코 문제를 세계화했다는 것이다.:{{{1}}} 이를 통해 그들은 자신들의 대의를 옹호하는 활기차고 광범위한 글로벌 지지 연합을 형성할 수 있었다. 이로써 그들은 자신들의 우려를 세계적인 문제로 만들 수 있었다.:{{{1}}} 그들의 적극적인 국제 지지자 중에는 미국 의회에서 모로코 대의를 위한 지지를 얻기 위해 적극적으로 싸웠던 로버트 E. 로즈가 있었다.(pp.  31–34 )
1940년대 후반과 1950년대 초반, 정치적이고 비폭력적인 노력이 효과가 없자, 모로코 독립 투쟁은 특히 도시와 산업 중심지인 카사블랑카에서 학살, 폭탄 테러, 폭동 등 점점 더 폭력적으로 변했다.

#### 탕헤르 연설과 카사블랑카 티라유르 학살

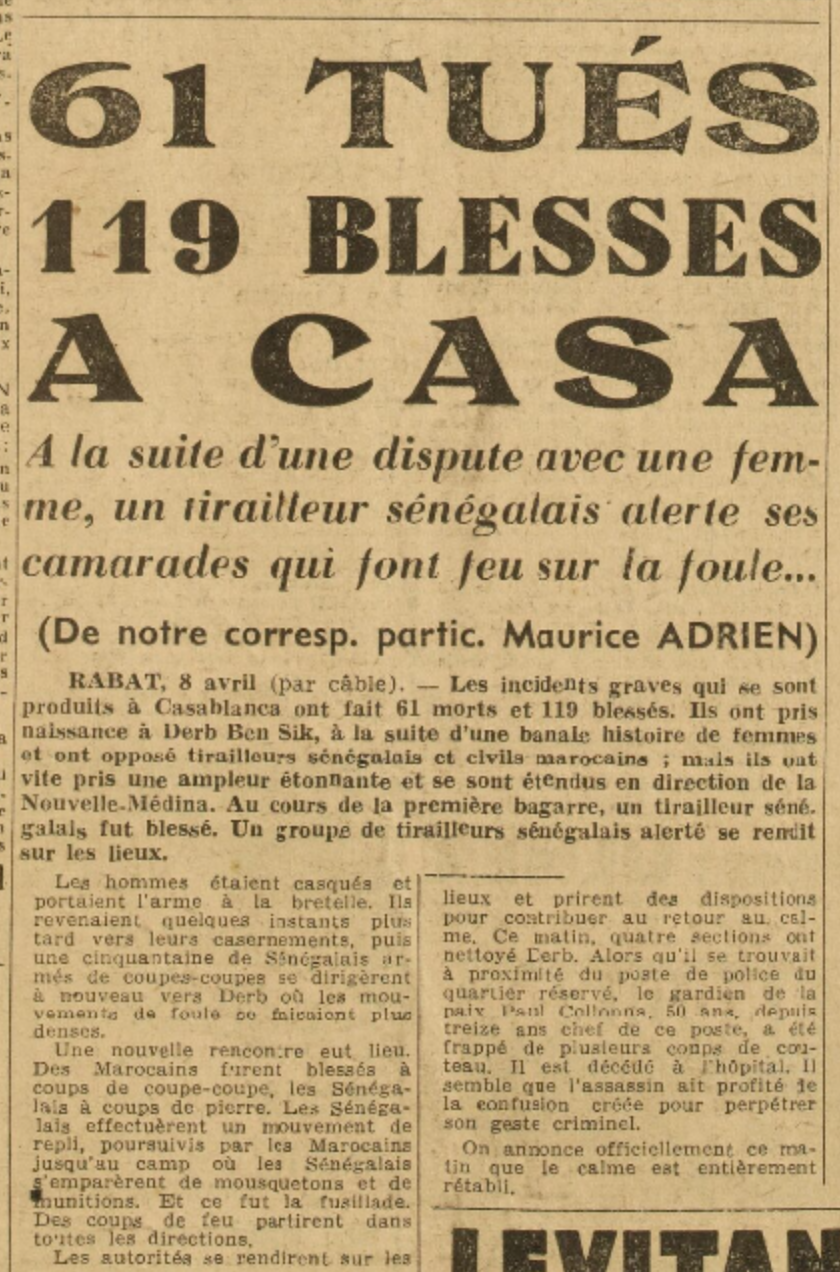
프랑스-수아르 4월 9일자 기사에 보도된 1947년 4월 7일 카사블랑카 학살.

1947년, 무함마드 5세 술탄은 당시 탕헤르 국제 구역이었던 곳에서 국가의 식민지 독립과 영토 통일을 호소하기 위한 연설을 계획했다.
술탄의 연설을 앞두고, 카사블랑카에 주둔한 프랑스 식민군, 특히 세네갈 티라유르 부대가 노동자 계급 모로코인들을 학살했다. 이 학살은 1947년 4월 7일부터 8일까지 약 24시간 동안 지속되었으며, 티라유르 부대는 노동자 계급 주거 지역에 무작위로 총격을 가해 180명의 모로코 민간인을 살해했다. 이 분쟁은 술탄의 탕헤르 방문을 방해하려는 시도로 유발되었지만, 술탄은 피해자 가족들을 위로하기 위해 카사블랑카로 돌아온 후 4월 9일 멘두비아 궁전 정원에서 역사적인 연설을 하기 위해 탕헤르로 향했다.

#### 파르하트 하체드 살해
튀니지 노동조합원 파르하트 하체드가 붉은 손—프랑스 정보기관의 비밀 무장 부대—에 의해 암살되자 전 세계 도시에서 항의 시위가 벌어졌고, 1952년 12월 7일부터 8일까지 카사블랑카에서는 폭동이 일어났다. 약 100명이 사망했다. 폭동 이후 프랑스 당국은 압바스 메소디를 체포했고, 그는 결국 탈출하여 모로코 해방군을 창설하고 리프 지역의 무장 저항에 합류했다.

### 국왕과 인민의 혁명

#### 글라위의 쿠데타 시도
1953년, 타미 엘 글라위는 프랑스 보호령의 지원을 받아 무함마드 5세 술탄에 대항하는 쿠데타를 시도했다. 그의 "선거" 운동이 도시를 통과한 지 10일 후, 1953년 우지다 봉기가 발발했다.

#### 술탄 무함마드의 망명
전쟁이 끝날 무렵 술탄이 민족주의자들에게 일반적인 공감을 보인 것은 명백했지만, 그는 여전히 완전한 독립이 점진적으로 달성되기를 바랐다. 대조적으로, 프랑스 거주 정부는 프랑스의 경제적 이익에 의해 지지되고 대부분의 식민지 주민들에 의해 강력히 뒷받침되어, 독립에 못 미치는 개혁조차도 완강히 거부했다. 공식적인 비타협적인 태도는 민족주의자들과 식민지 주민들 사이의 적대감을 증가시켰고, 술탄과 거주 총독 사이의 분열을 점차 확대시켰다.
무함마드 5세와 그의 가족은 1954년 1월 마다가스카르로 이송되었다. 그의 자리를 대체한 인기 없는 무함마드 벤 아라파는 그의 통치가 불법적으로 인식되었기 때문에 민족주의자들과 술탄을 종교 지도자로 보았던 사람들 모두로부터 프랑스 보호령에 대한 적극적인 반대를 불러일으켰다. 1955년, 벤 아라파는 퇴위를 압박받았다. 결과적으로 벤 아라파는 탕헤르로 도피하여 공식적으로 퇴위했다.
프랑스는 1955년 1월 4일 카사블랑카에서 모로코 민족주의자 6명을 처형했다. 1955년 8월 19일부터 11월 5일까지 식민지 주민들과 민족주의자들 간의 충돌이 증가하여 약 1,000명이 사망했다.
술탄 복귀를 요구하는 모로코의 단일한 요구, 모로코 내 폭력 증가, 그리고 알제리 상황 악화에 직면하여, 무함마드 5세는 1955년 11월 16일 망명에서 돌아와 1955년 11월 18일 독립을 선언했다. 1956년 2월 그는 프랑스와의 성공적인 협상을 통해 모로코의 독립을 관철시켰고, 1957년 국왕 칭호를 얻었다.

#### 1956년 독립
1955년 말, 무함마드 5세는 프랑스-모로코 상호 의존 관계의 틀 내에서 모로코 독립을 점진적으로 회복하는 데 성공적으로 협상했다. 완전 독립을 위한 추가 협상은 1956년 3월 2일 파리에서 서명된 프랑스-모로코 협정으로 절정에 달했다.
그러나 3월 협정의 부속 의정서와 1956년 5월 28일 협력 협정의 조항들은 각국이 서로의 이해관계와 상충되는 정책을 채택하는 것을 자제해야 한다고 규정하며 완전한 독립에 대한 장애물이 되었다. 또한 프랑스가 특정되지 않은 전환 기간 동안 모로코에 병력을 주둔시킬 권리도 그러했다. 모로코인과 무함마드 5세의 알제리 독립에 대한 노골적인 지지는 이러한 협정들의 급속한 붕괴와 프랑스-모로코 관계의 악화를 초래했으며, 특히 1956년 11월 23일부터 28일까지 발생한 메크네스 폭동에서 수백 명의 모로코인과 50명 이상의 유럽인이 사망했다. 1955년 35만 명에 달했던 유럽 정착민의 수는 1963년 150,549명으로, 1990년에는 25,343명으로 줄어들었다. 프랑스 소유의 농지는 1959년, 1963년, 1973년의 국유화 법령에 따라 점진적으로 제거되었다. 모로코의 끊임없는 외교적 압력 끝에 마지막 프랑스 군대는 1961년 11월 1일 마침내 철수했다.
국제화 도시 탕헤르는 1956년 10월 29일 탕헤르 의정서 서명으로 재통합되었다. 스페인 보호령의 폐지와 스페인의 모로코 독립 인정은 별도로 협상되어 1956년 4월 7일 공동 선언으로 최종 확정되었다. 1956년과 1958년 스페인과의 이러한 합의를 통해 특정 스페인 통치 지역에 대한 모로코의 통제권이 회복되었지만, 군사적 행동을 통해 다른 스페인 소유물을 주장하려는 시도는 덜 성공적이었다.
독립 후 몇 달 동안 무함마드 5세는 술탄이 적극적인 정치적 역할을 수행할 입헌군주제 하에 현대적인 정부 구조를 구축하기 시작했다. 그는 조심스럽게 행동했는데, 민족주의 운동의 더 급진적인 요소들이 기존 질서를 전복시키는 것을 허용할 의도가 없었다. 그는 또한 이스티클랄 당이 통제권을 통합하고 일당제를 수립하는 것을 막으려고 했다. 1957년 8월, 무함마드 5세는 국왕 칭호를 얻었다.

## 통화 정책
프랑스는 1921년부터 1956년까지 보호령에서 사용될 주화를 발행했으며, 이는 새로운 통화가 도입될 때까지 계속 유통되었다. 프랑스는 100 센팀으로 나뉘는 프랑 단위의 주화를 발행했다. 이는 1960년에 현재 모로코 통화인 디르함이 재도입되면서 대체되었다.
알헤시라스 회담은 유럽 은행가들에게 새로운 모로코 국립은행 설립부터 40년 기한의 금 담보 지폐 발행에 이르기까지 양보를 제공했다. 새로운 국립은행은 모로코의 중앙은행 역할을 해야 했지만, 대출을 보증한 국립은행들(독일 제국, 영국, 프랑스, 스페인)이 임명한 행정관들과 함께 샤리피아 제국의 지출에 엄격한 상한선이 있었다.

## 억압
위베르 리오테는 원주민 정책 위원회(Conseil de politique indigène)를 설립하여 보호령의 식민 통치를 감독했다. 보호령 아래에서 모로코인들은 대규모 정치 집회에 참석하는 것이 금지되었다. 이는 식민지 당국이 그들이 "이해할 능력을 넘어선 것을 들을 수 있다"고 판단했기 때문이었다.
프랑스 당국은 또한 아랍어 신문이 정치를 보도하는 것을 금지하여 검열이라는 비난을 불러일으켰다. 프랑스 보호령 아래에서는 이스티클랄 당의 아랍어 신문인 알알람에서 전체 기사가 검열되어 텍스트 블록이 빠진 채 인쇄되었다.

## 우정 역사
프랑스 우체국은 1854년에 이미 탕헤르에서 우편을 보냈다. 그러나 이 제도의 공식적인 시작은 1892년에 모로코 술탄 하산이 전국에 여러 우체국을 개설하여 샤리피안 우편이라는 최초의 조직적인 국영 우편 서비스를 설립하면서 이루어졌다. 이 이니셔티브는 외국 또는 지역 사설 우편 서비스를 제한하는 것을 목표로 했다. 1912년 보호령이 수립된 후, 우체국은 페세타와 센티모 가치로 프랑스 통화의 액면가와 1대1 비율로 덧인쇄된 프랑스 우표를 발행했으며, 사주 유형 발행본과 1902년 이후 "MAROC"라고 새겨진 무플론 발행본을 모두 사용했다(이는 덧인쇄 없이 공식적으로 발행된 적이 없다). 1911년에는 무플론 디자인에 아랍어로 덧인쇄되었다.
보호령의 첫 우표는 1914년 8월 1일에 발행되었으며, 기존 우표에 "PROTECTORAT FRANCAIS"라는 추가 덧인쇄만 되어 있었다. 첫 번째 새로운 디자인은 1917년 발행본으로, 6가지 디자인의 17개 우표로 구성되었으며, 센팀과 프랑 단위로 액면가가 표시되었고 "MAROC"라고 새겨져 있었다.

## 철도
모로코는 1912년부터 1935년까지 총 길이 1,700km가 넘는 아프리카에서 가장 큰 600 mm (1 ft 11 5⁄8 in) 궤도망 중 하나를 보유했다. 알헤시라스 조약 이후, 강대국 대표들은 표준 궤도 탕헤르–페스 철도가 완공될 때까지 모로코에 표준 궤도 철도를 건설하지 않기로 합의했다. 프랑스는 모로코 지역에 군용 600 mm (1 ft 11 5⁄8 in) 궤도 노선을 건설하기 시작했다.

## 유산
프랑스 식민주의는 모로코의 사회, 경제, 언어, 문화, 교육에 지속적인 영향을 미쳤다. 또한 신식민주의로 묘사되는 잔존하는 연결고리도 존재한다. 아프리카에서 프랑스의 프랑스어권 식민지였던 모로코는 프랑사프리크와 프랑스어권의 범주에 속한다. 2019년 현재 모로코인의 35%가 프랑스어를 구사하는데, 이는 알제리의 33%, 모리타니의 13%보다 높은 수치이다.
프랑스에는 약 1,514,000명의 모로코인이 거주하고 있으며, 이는 모로코 외부에 있는 모로코 공동체 중 가장 큰 규모이다. INSEE는 2019년 10월 현재 프랑스에 약 755,400명의 모로코 국적자가 거주하고 있으며, 이는 프랑스 이민자 인구의 20%에 해당한다고 발표했다.
구 주재지, 알베르 라프라드가 리오테를 위해 설계하고 1924년에 완공한 이 건물은 현재 모로코 내무부 청사로 사용되고 있다.

## 같이 보기
- 모로코의 프랑스 정복
- 모로코 주재 프랑스 총독 목록
- 스페인령 모로코
- 모로코의 역사
- 프랑스-모로코 관계
- 프랑스령 튀니지
- 프랑스령 알제리
- 프랑스의 식민지 목록

### Citations
1. Miller, Susan Gilson (2013년 4월 15일). 《A History of Modern Morocco》. Cambridge University Press. ISBN 9780521810708 – Google Books 경유.
2. ↑  Miller, Susan Gilson (2013년 4월 15일). 《A History of Modern Morocco》. Cambridge University Press. ISBN 9780521810708 – Google Books 경유.
3. ↑  (프랑스어: Protectorat français au Maroc; 아랍어: الحماية الفرنسية في المغرب)
4. 1 2  Miller, Susan Gilson. (2013). 《A history of modern Morocco》. New York: Cambridge University Press. ISBN 978-1-139-62469-5. OCLC 855022840.
5. ↑  “Indépendance du Maroc, 1956, MJP”. 《mjp.univ-perp.fr》. 2020년 3월 3일에 확인함.
6. ↑  Ikeda, Ryo (December 2007). 《The Paradox of Independence: The Maintenance of Influence and the French Decision to Transfer Power in Morocco》. 《The Journal of Imperial and Commonwealth History》 35. 569–592쪽. doi:10.1080/03086530701667526. S2CID 153965067.
7. ↑  Mounya Essemlali, Le Maroc entre la France et l'Algérie (1956–1962), , Relations internationales 2011/2 (n° 146), p. 77–93).
8. ↑  From a high of 350,000 in 1955, the number of European settlers dropped to 150,549 in 1963, reaching a low of 25,343 in 1990. Cloé Pellegrini, Profil démographique et historique de la présence française au Maroc, In Therrien C. (coord), 'La migration des Français au Maroc : entre proximité et ambivalence', La Croisée des Chemins, Casablanca, 2016, p. 5–6)
9. ↑  Following the nationalization decrees of 1959, 1963 and 1973, Pellegrini, p. 8.
10. ↑  Amina Aouchard, Le désengagement militaire français au Maroc au lendemain de l'indépendance,  Revue Historique des Armées, Paris, 2004 (135) p. 22.
11. ↑  Nelson, Harold (1985). 《Morocco, a Country Study》 (영어). Washington DC: Foreign Ara Studies: The American University.
12. ↑  Furlong, Charles Wellington (September 1911). 《The French Conquest Of Morocco: The Real Meaning Of The International Trouble》. 《더 월드즈 워크: 우리 시대의 역사》 XXII. 14988–14999쪽. 2009년 7월 10일에 확인함.
13. ↑  Laskier, Michael M. (2012년 2월 1일). 《Alliance Israelite Universelle and the Jewish Communities of Morocco, 1862–1962, The》 (영어). SUNY Press. 41쪽. ISBN 9781438410166.
14. ↑  Lowe, John (1994). 《The Great Powers, Imperialism, and the German Problem, 1865–1925》 (영어). Psychology Press. 166쪽. ISBN 9780415104449.
15. ↑  Olson, James Stuart (1991). 《Historical Dictionary of European Imperialism》 (영어). Greenwood Publishing Group. 8쪽. ISBN 9780313262579.
16. ↑  Katz, Jonathan (January 2001). 《The 1907 Mauchamp affair and the French civilising mission in Morocco》. 《The Journal of North African Studies》 (영어) 6. 143–166쪽. doi:10.1080/13629380108718426. ISSN 1362-9387. S2CID 143563901.
17. 1 2 3 4 5  Miller, Susan Gilson. (2013). 《A history of modern Morocco》. New York: Cambridge University Press. 75쪽. ISBN 9781139624695. OCLC 855022840.
18. ↑  Adam, André (1968). 《Histoire de Casablanca: des origines à 1914》. Aix-en-Provence: Ophrys.
19. ↑  Adam, André (1969). 《Sur l'action du Galilée à Casablanca en août 1907》. 《Revue des mondes musulmans et de la Méditerranée》 6. 9–21쪽. doi:10.3406/remmm.1969.1002.
20. ↑  texte, Parti social français Auteur du (1907년 8월 6일). “Le Petit journal”. 《Gallica》 (영어). 2019년 7월 19일에 확인함.
21. ↑  《Fikrat al-dustūr fī al-Maghrib: wathāʼiq wa-nuṣūṣ (1901–2011) (Buch, 2017) [WorldCat.org]》. 2020년 4월 11일. OCLC 994641823.
22. ↑  “جريدة "السعادة" التي كانت لسانا ناطقا باسم الاحتلال الفرنسي في المغرب”. 《هوية بريس》 (아랍어). 2015년 5월 15일. 2019년 6월 24일에 확인함.
23. ↑  Kirshner, Jonathan (1997). 《Currency and Coercion: The Political Economy of International Monetary Power》 (영어). Princeton University Press. 83쪽. ISBN 0691016267.
24. ↑  《TRAITÉ conclu entre la France et le Maroc le 30 mars 1912, pour l'Organisation du Protectorat Français dans l'Empire Chérifien》 (PDF). 《Bulletin officiel de l'Empire chérifien》 (프랑스어) 1 (Rabat). 1–2쪽. 2015년 4월 2일에 원본 문서 (PDF)에서 보존된 문서. 2015년 3월 20일에 확인함.
25. ↑  Mitchell, Harriett (1955). 《The Development of Nationalism in French Morocco》. 《Phylon》 16. 427–434쪽. doi:10.2307/272660. ISSN 0885-6818. JSTOR 272660.
26. ↑  H. Z(J. W.) Hirschberg (1981). 《A history of the Jews in North Africa: From the Ottoman conquests to the present time / edited by Eliezer Bashan and Robert Attal》. BRILL. 318쪽. ISBN 90-04-06295-5.
27. ↑  Segalla, Spencer D. (2009). 《The Moroccan Soul: French Education, Colonial Ethnology, and Muslim Resistance, 1912–1956》. Lincoln, Neb.: Nebraska University Press. ISBN 9780803217782. OCLC 244246686.
28. ↑  Bengt Brons, "States: The classification of States", in: International Law: Achievements and Prospects, Martinus Nijhoff Publishers 1991 (ISBN 9789231027161), p.51 §.31  보관됨 1 11월 2022 - 웨이백 머신
29. 1 2 3  “Exhibition of Moroccan Art”. 《www.wdl.org》. 1917. 2020년 1월 3일에 확인함.
30. 1 2 3 4  الأشرف, الرباط ــ حسن. “الجنود المغاربة في الحرب العالمية الأولى: أبطال بلا مجد”. 《alaraby》 (아랍어). 2020년 1월 3일에 확인함.
31. 1 2  "A History of Modern Morocco" p.90-91 Susan Gilson Miller, Cambridge University Press 2013
32. ↑  Miller, Susan Gilson (2013). 《A history of modern Morocco》. New York: Cambridge University Press. 113쪽. ISBN 9780521008990.
33. ↑  《Compagnie franco-espagnole du chemin de fer de Tanger à Fez》 (영어). 1914.
34. ↑  “La Terre marocaine: revue illustrée...”. 《Gallica》 (영어). 1928년 12월 1일. 2020년 3월 23일에 확인함.
35. ↑  Allain, J.-C. (1987). 《Les chemins de fer marocains du protectorat français pendant l'entre-deux-guerres》. 《Revue d'Histoire Moderne & Contemporaine》 34. 427–452쪽. doi:10.3406/rhmc.1987.1417.
36. 1 2 3 4 5 6  Miller, Susan Gilson (2013년 4월 8일). 《A History of Modern Morocco》 (영어). Cambridge University Press. 112쪽. ISBN 9781139619110.
37. ↑  “HISTORY”. 《Cosumar》 (영어). 2020년 3월 23일에 확인함.
38. ↑  “History – GBM” (미국 영어). 2020년 3월 23일에 확인함.
39. ↑  Vassal, Serge (1951). 《Les industries de Casablanca》. 《Les Cahiers d'Outre-Mer》 4. 61–79쪽. doi:10.3406/caoum.1951.1718.
40. ↑  Lepage, Jean-Denis G. G. (2007년 11월 27일). 《The French Foreign Legion: An Illustrated History》 (영어). McFarland. 125쪽. ISBN 9780786462537.
41. ↑  Miller, Susan Gilson. (2013). 《A history of modern Morocco》. New York: Cambridge University Press. 129쪽. ISBN 9781139624695. OCLC 855022840.
42. ↑  Africa, Unesco International Scientific Committee for the Drafting of a General History of (1990). 《Africa Under Colonial Domination, 1880–1935》 (영어). Currey. 268쪽. ISBN 9780852550977.
43. ↑  الاستقلال, Istiqlal Maroc Parti-حزب. “Manifeste de l'indépendance du 11 Janvier 1944”. 《Portail du Parti de l'Istiqlal Maroc》 (프랑스어). 2020년 10월 1일에 원본 문서에서 보존된 문서. 2020년 1월 12일에 확인함.
44. ↑  Zisenwine, Daniel (2010년 9월 30일). 《Emergence of Nationalist Politics in Morocco: The Rise of the Independence Party and the Struggle Against Colonialism After World War II》 (영어). I.B.Tauris. 39쪽. ISBN 9780857718532.
45. 1 2 3  Stenner, David (2019). 《Globalizing Morocco: Transnational Activism and the Postcolonial State》. Stanford, Calif.: Stanford University Press. ISBN 978-1503608993. OCLC 1048942756.
46. ↑  “France-soir”. 《Gallica》 (영어). 1947년 4월 9일. 2023년 1월 31일에 확인함.
47. ↑  “زيارة محمد الخامس لطنجة.. أغضبت[[:틀:Lro]] [[:틀:Popdf]]فرنسا وأشعلت[[:틀:Lro]] [[:틀:Popdf]]المقاومة”. 《Hespress》 (아랍어). 2013년 7월 31일. 2019년 8월 29일에 확인함. URL과 위키 링크가 충돌함 (도움말)
48. ↑  Atlasinfo (2016년 4월 6일). “Evènements du 7 avril 1947 à Casablanca, un tournant décisif dans la lutte pour la liberté et l'indépendance”. 《Atlasinfo.fr: l'essentiel de l'actualité de la France et du Maghreb》 (프랑스어). 2019년 3월 16일에 확인함. [확인 필요]
49. ↑  Maghraoui, Driss, 편집. (2013). 《Revisiting the Colonial Past in Morocco》. London: Routledge. 151쪽. ISBN 9780415638470. OCLC 793224528.[확인 필요]
50. ↑  Yabiladi.com. “7–8 décembre 1952: Quand les Casablancais se sont soulevés contre l'assassinat de Ferhat Hached”. 《www.yabiladi.com》 (프랑스어). 2019년 3월 16일에 확인함. [확인 필요]
51. ↑  “6. French Morocco (1912–1956)”. 《uca.edu》 (미국 영어). 2020년 3월 21일에 확인함.
52. ↑  “L'assassinat de Messaâdi”. 《Zamane》 (프랑스어). 2012년 11월 12일. 2019년 11월 7일에 확인함.
53. ↑  البطيوي, توفيق. “التهامي الكلاوي.. صفحة سوداء في تاريخ المغرب الحديث”. 《www.aljazeera.net》 (아랍어). 2022년 9월 28일에 확인함. في التاسع عشر من ماي 1953 أصدر الباشا الكلاوي بيانا معلنا فيه صداقته وإخلاصه للحماية الفرنسية مطالبا إياها بإبعاد السلطان محمد الخامس
54. ↑  “Quatre-vingt-seize Marocains poursuivis pour participation à la « tuerie d'Oujda », qui fit trente morts le 16 août 1953, passent en jugement”. 《Le Monde.fr》 (프랑스어). 1954년 11월 30일. 2022년 9월 28일에 확인함.
55. ↑  Lentz, Harris M. (2014년 2월 4일). 《Heads of States and Governments Since 1945》 (영어). Routledge. 558쪽. ISBN 9781134264902.
56. ↑  Lawless, Richard I.; Findlay, Allan (2015년 5월 15일). 《North Africa (RLE Economy of the Middle East): Contemporary Politics and Economic Development》 (영어). Routledge. 67쪽. ISBN 9781317592983.
57. 1 2  “6. French Morocco (1912–1956)”. 《uca.edu》 (미국 영어). 2020년 3월 21일에 확인함.
58. ↑  “Déclaration commune” (프랑스어). 프랑스 유럽 외교부. 1956년 3월 2일.
59. ↑  《French-Moroccan Declaration》. 《Department of State Bulletin》. XXXIV (Department of State). 1956년 3월 19일. 466–467쪽. (unofficial translation)
60. ↑  Essemlali p. 2
61. ↑  Essemlali p. 13, 19-21
62. ↑  Pellegrini p. 5, 6.
63. ↑  Pellegrini p. 8.
64. ↑  Aouchar p. 22.
65. ↑  “Final Declaration of the International Conference in Tangier and annexed Protocol. Signed at Tangier, on 29 October 1956 [1957] UNTSer 130; 263 UNTS 165”. 1956.
66. ↑  《Spanish-Moroccan Declaration》. 《Department of State Bulletin》. XXXIV (Department of State). 1956년 4월 23일. 667–668쪽. (unofficial translation)
67. ↑  Holmes, James R. (2017년 5월 29일). 《Theodore Roosevelt and World Order: Police Power in International Relations》 (영어). Potomac Books, Inc. 199쪽. ISBN 9781574888836.
68. ↑  texte, France coloniale moderne Auteur du (1922년 3월 2일). “Les Annales coloniales: organe de la "France coloniale moderne" / directeur: Marcel Ruedel”. 《Gallica》 (프랑스어). 2019년 6월 25일에 확인함.
69. 1 2 3  Miller, Susan Gilson. (2013). 《A history of modern Morocco》. New York: Cambridge University Press. 124쪽. ISBN 9781139624695. OCLC 855022840.
70. ↑  Hoisington, William A. Jr. (2000년 3월 1일). 《Designing Morocco's future: France and the Native Policy Council, 1921–25》. 《The Journal of North African Studies》 5. 63–108쪽. doi:10.1080/13629380008718388. ISSN 1362-9387. S2CID 143725817.
71. ↑  Bitton, Simone, (1955– ...)., Réalisateur / Metteur en scène / Directeur (2010), 《Ben Barka l'équation marocaine》, L'Harmattan vidéo [éd., distrib.], ISBN 978-2-296-10925-4, OCLC 690860373
72. ↑  《The Collectors Club Philatelist》 (영어). Collectors Club. 1948. 23쪽.
73. ↑  Gottreich, Emily (2007). 《The Mellah of Marrakesh: Jewish and Muslim Space in Morocco's Red City》 (영어). Indiana University Press. 85쪽. ISBN 978-0253218636.
74. ↑  《The New England Philatelist》 (영어). Essex Publishing Company. 1914. 336쪽.
75. ↑  Rogerson, Barnaby (2000). 《Marrakesh, Fez, Rabat》 (영어). New Holland Publishers. 12쪽. ISBN 9781860119736.
76. ↑  Zakhir, Marouane; O’Brien, Jason L. (2017년 2월 1일). 《French neo-colonial influence on Moroccan language education policy: a study of current status of standard Arabic in science disciplines》. 《Language Policy》 (영어) 16. 39–58쪽. doi:10.1007/s10993-015-9398-3. ISSN 1573-1863.
77. ↑  “France summons Italian envoy after Di Maio's comments on Africa”. 《Reuters》 (영어). 2019년 1월 21일. 2019년 1월 24일에 원본 문서에서 보존된 문서. 2019년 7월 17일에 확인함.
78. ↑  “50 years later, Françafrique is alive and well”. 《RFI》 (영국 영어). 2010년 2월 16일. 2019년 10월 10일에 확인함.
79. ↑  Koundouno, Tamba François (2019년 3월 20일). “International Francophonie Day: 35% Moroccans Speak French”. 《Morocco World News》 (미국 영어). 2019년 10월 10일에 확인함.
80. ↑  Fiches thématiques – Population immigrée – Immigrés – Insee Références – Édition 2012, Insee 2012 보관됨 13 1월 2016 - 웨이백 머신
81. ↑  Hekking, Morgan (2019년 10월 9일). “Moroccans Make Up Nearly 20% of France's Immigrant Population”. 《Morocco World News》 (미국 영어). 2019년 10월 10일에 확인함.

## 더 읽어보기
- Bensoussan, David (2012). 《Il était une fois le Maroc: témoignages du passé judéo-marocain》. iUniverse. ISBN 978-1-4759-2608-8.
- Gershovich, Moshe (2000). 《French Military Rule in Morocco: Colonialism and Its Consequences》. Routledge. ISBN 0-7146-4949-X.
- Roberts, Stephen A. History of French Colonial Policy 1870–1925 (2 vols., 1929) vol. 2, pp. 545–90.

틀:프랑스-스페인의 모로코 정복